# Surgut
Surgut (russisch Сургу́т; chantisch Сө̆ркут, Sө̆rkut) ist eine russische Großstadt am Fluss Ob, im westsibirischen Tiefland. Sie gehört zum Autonomen Kreis der Chanten und Mansen/Jugra und hat 396.443 Einwohner (Stand 2021). Sie ist die größte und am schnellsten wachsende Stadt innerhalb der größten Ölförderregion Russlands und gilt deshalb als "Ölhauptstadt Russlands". Aufgrund dessen ist Surgut auch die drittreichste Stadt des Landes hinter Moskau und St. Petersburg und zählt zu den Städten mit den landesweit höchsten Lebenshaltungskosten. 

## Geographie
Die Stadt liegt im Surgut-Tiefland im Zentrum der Westsibirischen Tiefebene, am rechten Ufer des Flusses Ob an seinem Mittellauf. Die Stadt ist von einer sehr sumpfigen und vor allem seenreichen Taigalandschaft umgeben, die sehr charakteristisch für die Öl- und Gasförderregion Nordwestsibiriens ist. Jenseits des Ob, der mit seinen zahlreichen Nebenarmen hier mehrere Kilometer breit ist, liegen die nördlichen Ausläufer der Wasjugan-Sümpfe. Innerhalb der Stadt fließen die Flüsse Saima und Bardykovka. Es gibt auch einen Stausee für den Bedarf des städtischen Kraftwerks, in den der Fluss Tschernaja und der Bach Samjatina münden.
Surgut liegt 250 km östlich von Chanty-Mansijsk, 708 km nordöstlich von Tjumen und 2889 km von Moskau entfernt.
Surgut ist die größte Stadt der Welt, die in der Subpolarzone liegt, mit langen, sehr kalten Wintern und kurzen, aber relativ warmen Sommern. Aufgrund der nördlichen Lage (Surgut liegt etwa auf einer Höhe mit Anchorage in Alaska), kann man hier von Ende Mai bis Mitte Juli das Phänomen der weißen Nächte beobachten. Die Niederschläge sind mäßig und von Mai bis Oktober, wenn es häufiger regnet, stärker als im Rest des Jahres. Die jährliche Schneedecke ist dicker als weiter östlich in Sibirien, da der Einfluss des sibirischen Hochs geringer ist und etwas Feuchtigkeit aus den feuchten europäischen Wintern über das Uralgebirge bis hierhin gelangt. 

## Geschichte

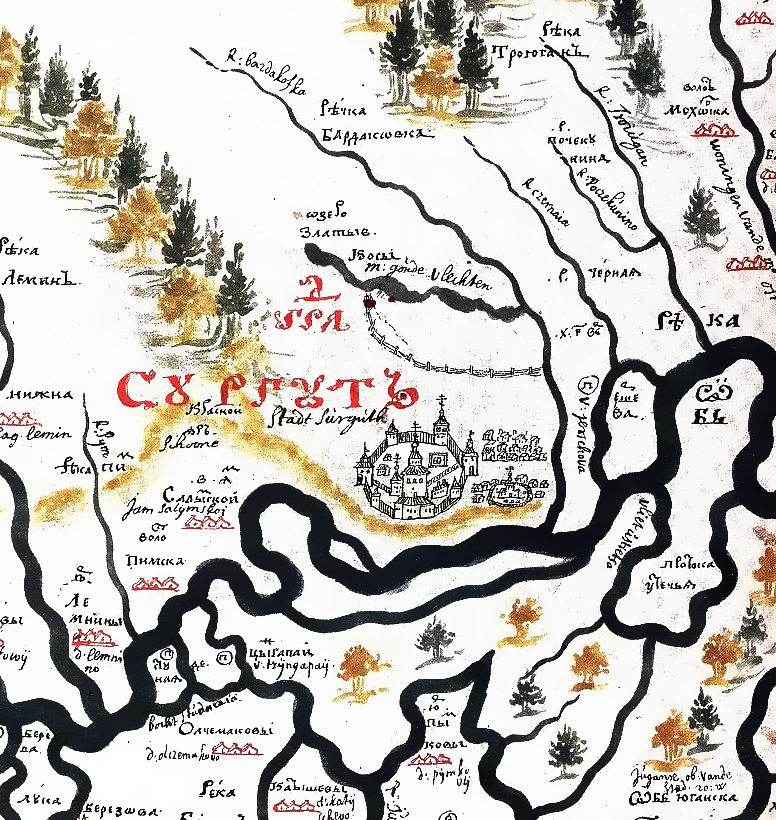
Karte von Surgut und Umgebung (1701)

Anders als die meisten Städte in der Öl- und Gasförderregion wurde Surgut bereits 1594 unter Zar Fjodor I. gegründet und ist damit neben Tjumen und Tobolsk eine der ältesten Städte Sibiriens und die älteste russische Stadt am Ob. Der Ortsname entstammt der chantischen Sprache und bedeutet so viel wie „fischreiche Gegend“. Anfangs war Surgut eine kleine Festung, die sich im Laufe des 17. und 18. Jahrhunderts zu einem Zentrum der russischen Erschließung Sibiriens entwickelte. Die aus starkem Holz errichtete und von einem Wassergraben umgebene Festung befand sich auf einem Flusskap, so dass man sich ihr weder vom Fluss noch vom Land aus unbemerkt nähern konnte. Ende des 17. Jahrhunderts lebten hier etwa 200 Menschen.
1782 wurde Surgut zur Kreisstadt des gleichnamigen Ujesds Surgut als Teil des Gouvernements Tobolsk (ab 1898 Provinz Tobolsk). Ende des 18. Jahrhunderts, im Zusammenhang mit der Entwicklung der südsibirischen Städte, verlor Surgut zunehmend an Bedeutung. So verlief der Sibirische Trakt, die wichtigste Handelsroute durch Sibirien, viel weiter südlich durch Tjumen und Tobolsk entlang des Irtysch in Richtung Osten. Ende des 19. Jahrhunderts (nach der Volkszählung von 1897) betrug die Einwohnerzahl von Surgut 1100 Personen, während die Provinzhauptstadt Tobolsk bereits über 20000 Einwohner zählte. Die Hauptbeschäftigungen der Einwohner Surguts zu dieser Zeit waren Fischfang, das Sammeln von Wildpflanzen, Handel, Viehzucht und Brennholzsammeln. Im Russischen Kaiserreich war Surgut, wie so viele Gegenden in Sibirien ein Ort der Verbannung und des politischen Exils. Ab dem 19. Jahrhundert entwickelte sich das kulturelle Leben in der Stadt unter anderem durch den Bau der ersten Schule, einer Wetterstation, einer Bibliothek mit Lesesaal, ein Volkshaus und seit 1913 auch ein Telegrafenamt. Zur Sowjetzeit wurde 1928 mit einer Fischkonservenfabrik das erste Industrieunternehmen der Stadt gegründet. Im Jahr 1929 folgte eine Kolchose, 1930 ein Forstbetrieb und 1931 ein Holzunternehmen. 1934 erschien die erste Zeitung in Surgut.
Während des Deutsch-Sowjetischen Kriegs gingen 2.615 Menschen aus Surgut an die Front. Jeder fünfte Bewohner wurde mobilisiert. 1240 Menschen kehrten nicht aus dem Krieg zurück.
Schon Mitte der 1920er Jahre prognostizierte der Geologe Iwan Gubkin, dass Westsibirien über riesige Erdgas- und Ölvorkommen verfüge, doch aufgrund des Zweiten Weltkriegs begann die Erschließung von Öl- und Gasfeldern erst Ende der 1940er Jahre. Mitte der 1950er Jahre untersuchte dann eine von Farman Salmanow geleitete geologische Expedition erstmals den Boden von Surgut. In den folgenden Jahren wurde eine aktive Erschließung von Öl- und Gasfeldern durchgeführt, was zu einer rasanten Entwicklung der Region führte. Innerhalb von weniger als 10 Jahren verfünffachte sich die Einwohnerzahl auf bereits 30.000. Immer mehr Bohrlöcher wurden in die umliegenden Ölfelder getrieben, von denen alleine das Fjodorowskoje-Feld geschätzte 2 Milliarden Tonnen beherbergt. Dazu kam ein sukzessiver Ausbau der städtischen Infrastruktur: Der Flusshafen wurde eröffnet, um die Unternehmen der Öl- und Gasindustrie sowie der Bauindustrie in dieser abgelegenen Gegend zu bedienen. In den 1970er Jahren folgte der Bau des Flughafens und des Wärmekraftwerks, dem inzwischen leistungsstärksten Kraftwerk Russlands, dass die gesamte Region versorgt. 1975 erreichte die von Tjumen aus gebaute Eisenbahntrasse die Region, als die größte Eisenbahnbrücke über den Ob in Westsibirien eröffnet wurde. 1978 erreichte dann der erste Zug den Bahnhof Surgut. Ende der 1970er Jahre knackte Surgut die Marke von 100.000 Einwohnern und wurde zur Großstadt. 1997 wurde die 1.000.000.000ste Tonne Surgut-Öl seit Beginn der Feldentwicklung gefördert. Der Ölproduktion entsprechend entwickelte sich Surgut zum wichtigsten Öl- und Gas-Pipeline-Knotenpunkt Russlands. Im September 2000 erfolgte die Anbindung ans russische Fernstraßennetz mit der Fertigstellung der Jugorsky-Brücke, der längsten einmastigen Schrägseilbrücke der Welt. Heute ist Surgut eines der größten Kultur- und Industriezentren des Autonomen Kreises Chanty-Mansijsk und der gesamten Region Tjumen.

## Bevölkerung

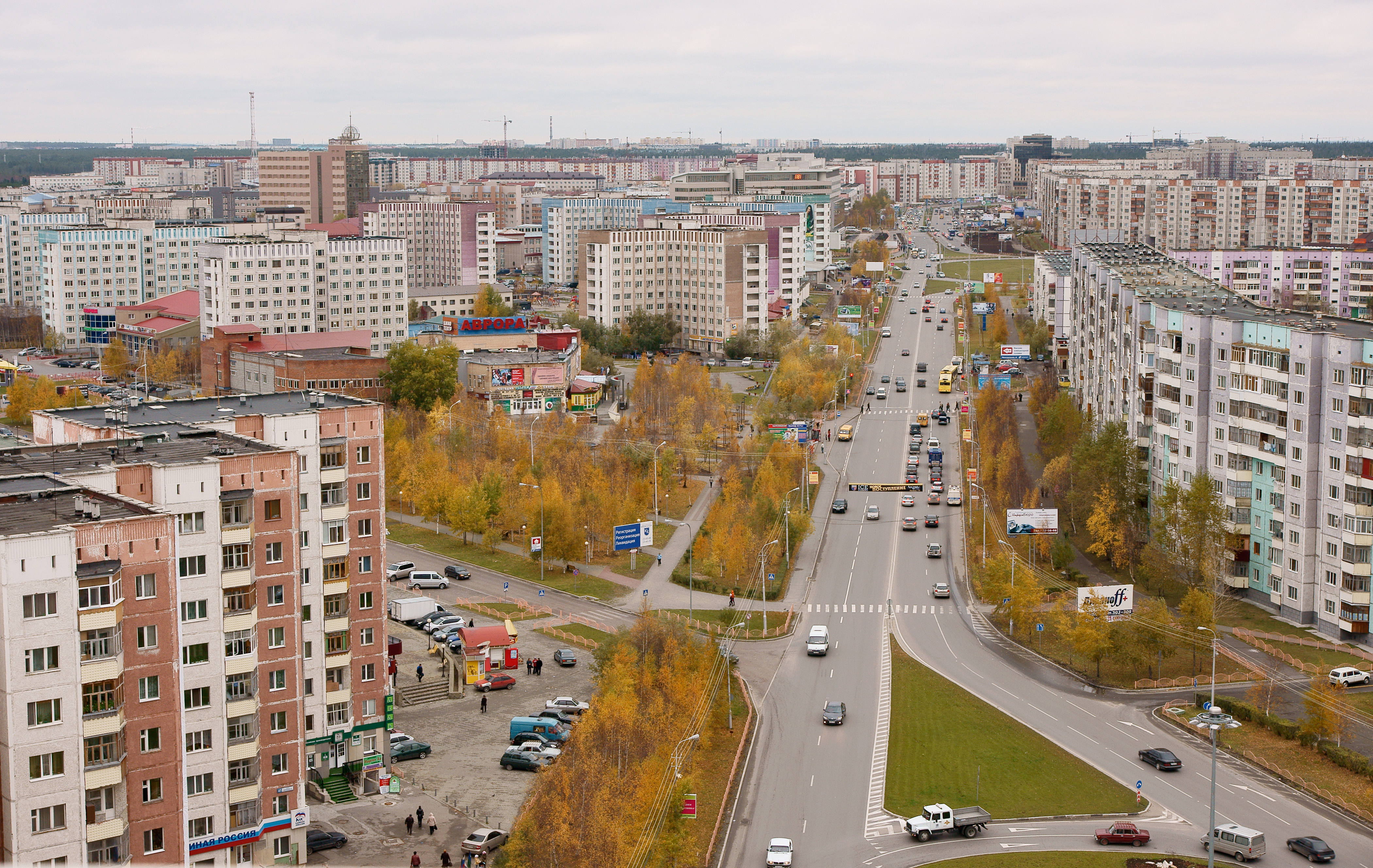
Der Lenin-Prospekt im Oktober 2009

In der Stadt stellt die Ethnie der Russen die Bevölkerungsmehrheit. Nach Angaben der Volkszählung aus dem Jahr 2010 sind 64,5 % der Stadtbewohner ethnisch russisch. Weitere 6 Prozent sind Ukrainer, 5,2 % sind Tataren, 1,7 % Baschkiren, 1,4 % Aserbaidschaner und 1 Prozent Tschuwaschen. In Surgut leben auch 1252 Deutsche, was 0,42 % der Gesamtbevölkerung entspricht.
Die demografische Entwicklung in Surgut verlief in den Jahren 2002 bis 2012 positiv. Die Geburtenrate stieg seither um fast 70 Prozent, während die Sterberate merklich schrumpfte. Seit Jahren zeichnet sich Surgut durch ein stabiles Bevölkerungswachstum aus. Zwischen Dezember 2011 und Februar 2012 stieg die Bevölkerungszahl um 6100 an, was für russische Verhältnisse ungewöhnlich hoch ist.
Die durchschnittliche Lebenserwartung betrug im Jahr 2012 etwa 69 Jahre. Dabei werden Männer im Schnitt 67 und Frauen 75 Jahre alt.
Es leben mehr Männer als Frauen in der Stadt (51 zu 49 Prozent).
Die Arbeitslosenquote beträgt wegen der gut entwickelten Rohstoffindustrie nur 0,25 Prozent.

### Bevölkerungsentwicklung
Laut der Allrussischen Volkszählung 2020 lag die Stadt mit Stand vom 1. Oktober 2021 gemessen an der Einwohnerzahl auf dem 49. Platz von 1.119 Städten in der Russischen Föderation. Der Entwicklungsstrategie zufolge soll die Surgut bis 2030 die 500.000-Einwohner-Grenze überschreiten und zur weltweit nördlichsten Stadt mit einer halben Million Einwohnern werden.
| Jahr | Einwohner |
| ---- | --------- |
| 1897 | 1.120     |
| 1939 | 2.280     |
| 1959 | 6.031     |
| 1970 | 34.011    |
| 1979 | 107.343   |
| 1989 | 247.823   |
| 2002 | 285.027   |
| 2010 | 306.675   |
| 2021 | 396.443   |

Anmerkung: Volkszählungsdaten

### Religionen
In Surgut gibt es über zehn russisch-orthodoxe Kirchen, Bethäuser der Evangeliums-Christen und der Zeugen Jehovas, eine römisch-katholische Kirche sowie eine sunnitisch-muslimische Moschee.

## Politik
Ergebnis der Parlamentswahl in Russland 2011 in Surgut:
- Einiges Russland: 37,84 %
- Liberal-Demokratische Partei Russlands: 22,14 %
- Kommunistische Partei der Russischen Föderation: 18,08 %
- Gerechtes Russland: 15,53 %
- Jabloko: 4,11 %
- Patrioten Russlands: 1,44 %
- Rechte Sache: 0,86 %

Die Wahlbeteiligung lag bei rund 61 Prozent.

## Wirtschaft und Infrastruktur

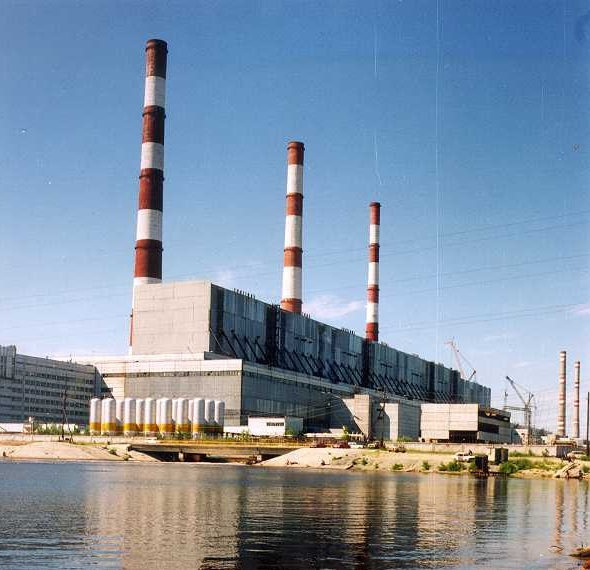
Kraftwerk Surgutskaja GRES-2

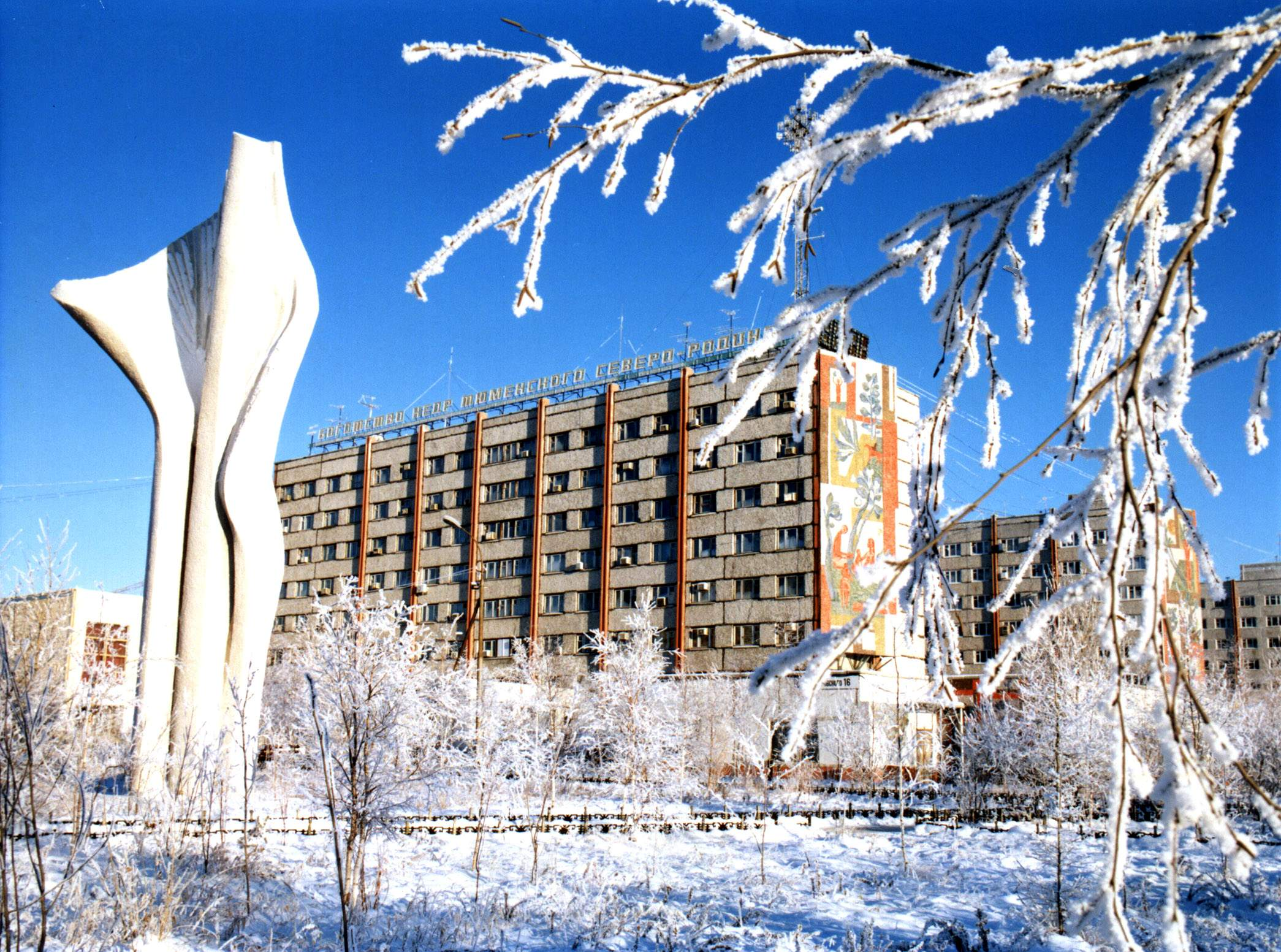
Surgut im Winter

Surgut gilt als eines der wichtigsten Zentren der Ölförderindustrie in ganz Russland. Zudem bildet die Stadt einen Knotenpunkt im westsibirischen Pipeline-Netz. Hier treffen die Erdöl- und Erdgaspipelines aus Nischnewartowsk und Nowy Urengoi sowie jene nach Nowosibirsk, Perm und Tscheljabinsk aufeinander.
Die wichtigsten in der Stadt ansässigen Unternehmen sind Surgutneftegas und Surgutgasprom, letzteres gehört zum Staatskonzern Gazprom. Die Stadt besitzt außerdem zwei der größten Wärmekraftwerke der Welt, GRES-1 und GRES-2. Diese gehören zur OGK-4, die zu 78,3 Prozent zur E.ON Russia Power gehören.
Surgut hat eine eigene Universität und verfügt über einen Flughafen, Eisenbahnanschluss und einen Binnenhafen am Ob. Einige Kilometer unterhalb der Stadt überspannen eine in den 1970er-Jahren errichtete Eisenbahnbrücke sowie die im Jahr 2000 eröffnete Surguter Straßenbrücke den Ob. Es handelt sich um die zwei am weitesten flussabwärts gelegenen Querungen des Flusses, bis zu dessen Mündung es von dort noch gut 1200 Kilometer sind. Damit ist Surgut der wichtigste Verkehrsknotenpunkt in Nordwestsibirien. 

## Telekommunikation
Seit 1993 gibt es in Surgut flächendeckenden Internet-Empfang. Es gibt in der Stadt zehn Internetdienstanbieter, darunter Rostelekom und Mobile TeleSystems.

## Städtepartnerschaften
Surgut listet folgende sechzehn Gemeindepartnerschaften auf:
| Stadt         | Land                            | Typ                     |
| ------------- | ------------------------------- | ----------------------- |
| Almetjewsk    | Wolga, Russland                 | Partnerstadt            |
| Chaoyang      | Liaoning, Volksrepublik China   | Zwillingsstadt          |
| Homel         | Belarus                         | Partnerstadt, seit 2005 |
| Kalinin-Rajon | Sankt Petersburg, Russland      | Partnerstadt            |
| Katerini      | Zentralmakedonien, Griechenland | Zwillingsstadt          |
| Nowosibirsk   | Sibirien, Russland              | Partnerstadt            |
| Omsk          | Sibirien, Russland              | Partnerstadt, seit 2017 |
| Petrosawodsk  | Karelien, Russland              | Partnerstadt            |
| Porvoo        | Uusimaa, Finnland               | Partnerstadt            |
| Pskow         | Russland                        | Partnerstadt            |
| Salawat       | Wolga, Russland                 | Partnerstadt            |
| Sibai         | Wolga, Russland                 | Partnerstadt            |
| Sotschi       | Krasnodar, Russland             | Partnerstadt            |
| Susdal        | Wladimir, Russland              | Partnerstadt            |
| Tobolsk       | Ural, Russland                  | Partnerstadt            |
| Zalaegerszeg  | Westtransdanubien, Ungarn       | Zwillingsstadt          |

## Sport
Die Volleyball-Männer von ZSK Gazprom-Ugra Surgut spielen in der russischen Superliga.

## Söhne und Töchter der Stadt
- Jewgeni Chwostow (* 1981), Eishockeyspieler
- Ilja Maljuschkin (* 1984), Eishockeyspieler
- Anton Poleschtschuk (* 1987), Eishockeyspieler
- Ilja Proskurjakow (* 1987), Eishockeytorwart
- Igor Bobkow (* 1991), Eishockeyspieler
- Jaroslaw Dyblenko (* 1993), Eishockeyspieler
- Isolda Dychauk (* 1993), deutsche Schauspielerin russischer Herkunft
- Alexander Petrow (* 1993), Eishockeyspieler[7][8]
- Pawel Iwaschko (* 1994), Kurzstreckenläufer
- Saurbek Sidakow (* 1996), Ringer
- Anton Terechow (* 1998), Fußballspieler